# Фриньяни, Амлето
Амлето Фриньяни (итал. Amleto Frignani; 5 марта 1932, Карпи, Италия — 2 марта 1997, Фресно, США) — итальянский футболист, играл на позиции полузащитника. Прежде всего известный по выступлениям за клубы «Милан» и «Дженоа», а также национальную сборную Италии.

## Клубная карьера
Воспитанник футбольной школы клуба «Карпи». Взрослую футбольную карьеру начал в 1949 году в основной команде того же клуба и провёл один сезон.
В течение 1950—1951 годов защищал цвета команды клуба «Реджина».
Своей игрой за эту команду привлёк внимание представителей тренерского штаба клуба «Милан», к составу которого присоединился в 1951 году. Сыграл за «россонери» следующие пять сезонов своей игровой карьеры. Большую часть времени, проведённого в составе «Милана», был основным игроком команды. За это время завоевал титул чемпиона Италии.
В течение 1956—1957 годов защищал цвета команды клуба «Удинезе».
В 1957 году перешёл в клуб «Дженоа», за который отыграл 5 сезонов. Играя в составе «Дженоа» также выходил на поле в основном составе команды. Завершил профессиональную карьеру футболиста выступлениями за команду «Дженоа» в 1962 году.
Умер 2 марта 1997 года на 65-м году жизни в городе Фресно.

## Выступления за сборную
В 1952 году дебютировал в официальных матчах в составе национальной сборной Италии. В течение карьеры в национальной команде, которая длилась 6 лет, провёл в форме главной команды страны 14 матчей и забил 6 голов. В составе сборной был участником чемпионата мира 1954 года в Швейцарии.

## Достижения
- Чемпион Италии: «Милан»: 1954/55
- Обладатель Латинского кубка: 1956